# Зоран Бабић (глумац)
Зоран Бабић (Врњачка Бања, 15. јули 1950) српски је глумац.

## Филмографија
| Год.       | Назив                                  | Улога                                       |
| ---------- | -------------------------------------- | ------------------------------------------- |
| 1980-е     |                                        |                                             |
| 1982.      | Приче преко пуне линије                | милоционер                                  |
| 1983.      | Љубавно писмо (ТВ)                     |                                             |
| 1986.      | Неозбиљни Бранислав Нушић              | поротник                                    |
| 1987.      | Бољи живот: Новогодишњи специјал       | службеник                                   |
| 1988.      | Попајева прича по народној бајци       | Попај                                       |
| 1989.      | Мистер Долар                           | новинар 1                                   |
| 1990-е     |                                        |                                             |
| 1990.      | Хајде да се волимо 3                   |                                             |
| 1991.      | У име закона                           | болничар                                    |
| 1987−1991. | Бољи живот                             | службеник                                   |
| 1994.      | Срећни људи                            | сељак са прасетом                           |
| 1994.      | Полицајац са Петловог брда (ТВ серија) | ауто-механичар                              |
| 1998.      | Три палме за две битанге и рибицу      | командир                                    |
| 2000-е     |                                        |                                             |
| 2000.      | Свингерс (ТВ серија)                   |                                             |
| 1998−2001. | Породично благо                        | оптужени                                    |
| 2002.      | Гајба од 500 Вајферта                  | Мирољуб                                     |
| 2004.      | Стижу долари                           | човек који баца ђубре / странка у суду      |
| 2009.      | Зона мртвих                            |                                             |
| 2010-е     |                                        |                                             |
| 2007−2012. | Бела лађа                              | Крста Недељковић Крља                       |
| 2020-е     |                                        |                                             |
| 2019−2021. | Јунаци нашег доба                      | Димитрије, слуга у кући Мигела Петросијануа |